# Mas Barral
El Mas Barral és una masia situada al municipi de la Pobla de Montornès, a la comarca catalana del Tarragonès, protegida com a Bé Cultural d'Interès Local.

## Descripció
Antiga masia d'estil popular, de regular conservació, amb interessant pati interior. A la segona meitat del segle XX es va efectuar una rehabilitació estructural. Actualment està abandonada. (Text procedent de NSP)